# Tín hiệu số

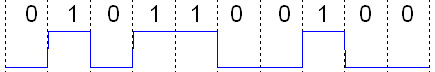
Tín hiệu nhị phân, còn được gọi là tín hiệu logic, là tín hiệu số có hai mức phân biệt

Tín hiệu số là tín hiệu được sử dụng để biểu diễn dữ liệu dưới dạng một chuỗi các giá trị rời rạc; tại bất kỳ thời điểm nào, nó chỉ có thể đảm nhận một trong số các giá trị hữu hạn. Điều này tương phản với một tín hiệu tương tự, đại diện cho các giá trị liên tục; tại bất kỳ thời điểm nào, tín hiệu tương tự đại diện cho một số thực trong phạm vi giá trị liên tục.
Các tín hiệu số đơn giản biểu thị thông tin trong các dải rời rạc của các mức tương tự. Tất cả các cấp trong một dải các giá trị đại diện cho cùng một trạng thái thông tin. Trong hầu hết các mạch kỹ thuật số, tín hiệu có thể có hai giá trị có thể; đây được gọi là tín hiệu nhị phân hoặc tín hiệu logic. Chúng được biểu thị bằng hai dải điện áp: một dải gần giá trị tham chiếu (thường được gọi là điện áp đất hoặc 0 volt) và giá trị kia gần điện áp cung cấp. Các giá trị này tương ứng với hai giá trị "0" và "1" (hoặc "sai" và "đúng") của miền Boolean, do đó tại bất kỳ thời điểm nào, tín hiệu nhị phân đại diện cho một chữ số nhị phân (bit). Do sự rời rạc này, những thay đổi tương đối nhỏ đối với các mức tín hiệu tương tự không rời khỏi đường bao rời rạc và kết quả là bị bỏ qua bởi mạch cảm biến trạng thái tín hiệu. Kết quả là, tín hiệu số có khả năng chống nhiễu; nhiễu điện tử, miễn là nó không quá lớn, sẽ không ảnh hưởng đến các mạch kỹ thuật số, trong khi nhiễu luôn làm suy giảm hoạt động của tín hiệu tương tự ở một mức độ nào đó.
Tín hiệu số có nhiều hơn hai trạng thái đôi khi được sử dụng; mạch sử dụng các tín hiệu như vậy được gọi là logic đa trị. Ví dụ, các tín hiệu có thể giả sử ba trạng thái có thể được gọi là logic ba giá trị.
Trong tín hiệu số, đại lượng vật lý đại diện cho thông tin có thể là dòng điện hoặc điện áp thay đổi, cường độ, pha hoặc phân cực của trường quang hoặc điện từ khác, áp suất âm, từ hóa của phương tiện lưu trữ từ tính, vân vân. Tín hiệu số được sử dụng trong tất cả các thiết bị điện tử kỹ thuật số, đáng chú ý là thiết bị điện toán và truyền dữ liệu. 

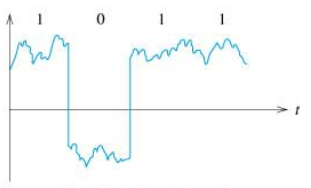
Tín hiệu số nhận được có thể bị suy giảm do nhiễu và biến dạng mà không nhất thiết ảnh hưởng đến các số.